# Какрибашевська сільська рада
Какриба́шевська сільська рада (рос. Какрыбашевский сельский совет) — муніципальне утворення у складі Туймазинського району Башкортостану, Росія. Адміністративний центр — село Какрибашево.

## Населення
Населення — 1801 особа (2019, 1646 у 2010, 1319 у 2002).

## Склад
До складу поселення входять такі населені пункти:
| Населений пункт        | Населення, осіб (2002) | Населення, осіб (2010) |
| ---------------------- | ---------------------- | ---------------------- |
| Аблаєво, село          | 280                    | 315                    |
| Ардатовка, присілок    | 18                     | 47                     |
| Балагач-Куль, присілок | 33                     | 48                     |
| Бятки, присілок        | 122                    | 146                    |
| Ісмаїлово, присілок    | 169                    | 197                    |
| Какрибашево, село      | 594                    | 774                    |
| Тукмак-Каран, присілок | 103                    | 119                    |